# Drumlish
Drumlish (iriska: Droim Lis) är en ort i republiken Irland.   Den ligger i grevskapet An Longfort och provinsen Leinster, i den norra delen av landet, 110 km nordväst om huvudstaden Dublin. Drumlish ligger 91 meter över havet och antalet invånare är 835.
Terrängen runt Drumlish är platt, och sluttar västerut. Runt Drumlish är det ganska tätbefolkat, med 52 invånare per kvadratkilometer. Närmaste större samhälle är Longford, 10,3 km söder om Drumlish. Trakten runt Drumlish består i huvudsak av gräsmarker.